# شاهدخت کاکو آکی‌شینو
شاهدخت کاکو آکی‌شینو (به ژاپنی: 佳子内親王) (متولد ۲۹ دسامبر ۱۹۹۴) فرزند دوم و دختر کوچکتر فومی‌هیتو، شاهزاده آکی‌شینو است. او همچنین دومین نوه امپراتور سابق ژاپن آکی‌هیتو است.